# فرانسوا ژوزف لوفور
فرانسوا ژوزف لوفور (به فرانسوی: François Joseph Lefebvre) (۲۵ اکتبر ۱۷۵۵ – ۱۴ سپتامبر ۱۸۲۰)، دوک دانزینگ و فرمانده نیروهای فرانسه طی جنگ‌های انقلاب فرانسه و جنگ‌های ناپلئونی بود که در زمان ناپلئون به مقام مارشال رسید.